# Кент, Ник

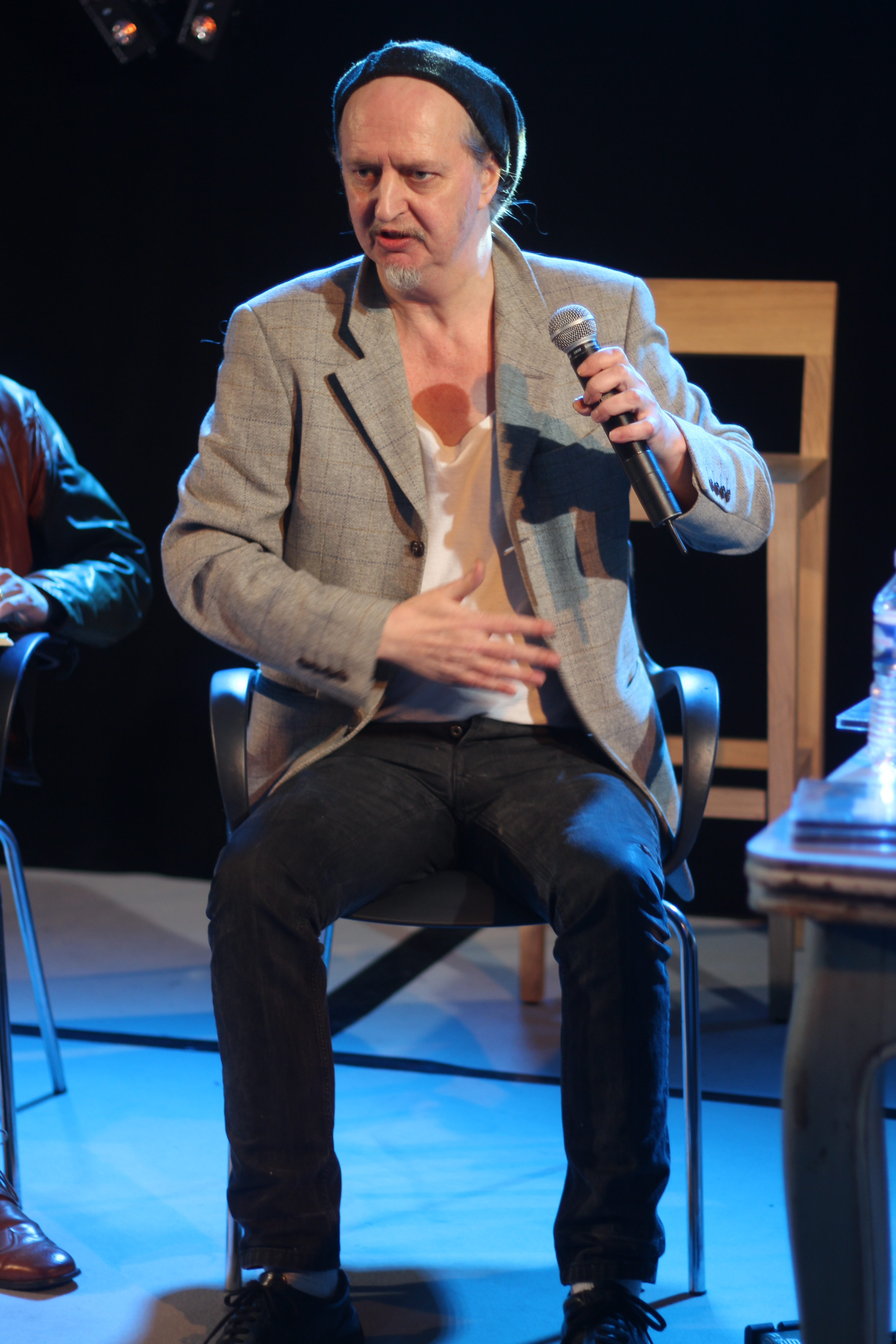
Ник Кент в 2014 году.

Ник Кент (Nick Kent, род. 24 декабря 1951 года) — британский журналист, музыкальный критик и рок-музыкант. Наряду с Полом Морли, Чарльзом Шааром Мюреем и Дэнни Бэйкером Ник Кент считается одним из наиболее влиятельных авторов 1970-х годов, писавших о рок-музыке. Является отцом Джеймса Кента, более известного, как Perturbator.

## Биография
Кент начал профессионально писать в 1971 году, впервые опубликовавшись в андеграундном издательстве Frendz. В 1972 году он начал сотрудничество с еженедельником New Musical Express и здесь (по словам Стива Сазерленда, впоследствии многолетнего главного редактора) собственноручно перевернул все сложившиеся представления о том, как можно и нужно писать о роке.

О высочайшем художественном уровне британской рок-журналистики сказано и написано предостаточно. Как ни странно, благодарить за все следует одного-единственного человека. Когда в 1972 году этот тонкий, как карандаш, оксфордский франт впервые переступил редакционный порог, музыкальная пресса являла собой жалкое зрелище. Между тем в Британии появились уже Боуи, Болан и Roxy Music — совершенно очевидно, что поклонников новой музыки пресные отчеты рок-еженедельников удовлетворить никак не могли. Впоследствии Ник Кент всем показался самовлюбленным нарциссом; что ж, по крайней мере для высочайшего самомнения у этого человека имелись все основания: он обладал острейшим умом, блестяще владел пером — был, одним словом, талантливее подавляющего большинства тех, о ком ему приходилось писать. — Стив Сазерленд, New Musical Express, 1995
Более всего Кента интересовали «мятущиеся гении» рок-н-ролла, балансировавшие «на грани»; при этом он обладал заметной тягой к декадансу и мелодраме. Пространные, импровизационные статьи Кента о Сиде Барретте, Лу Риде, Роки Эриксоне считаются классикой рок-журналистики. Уволенный (по собственному утверждению, за статью об Игги Попе), он перешел в Melody Maker.
В годы расцвета панк-рока Ник Кент играл в London SS (группе, участники которой позже образовали The Damned и The Clash, репетировал с первым составом Sex Pistols, был в близких отношениях с Крисси Хайнд (тогда журналисткой и работницей магазина Макларена, впоследствии — вокалисткой The Pretenders). Кент не раз утверждал, что именно он «импортировал» панк-рок в Британию из США, и для этого есть некоторые основания. Известно, что в 1974 году он подружился с Малкольмом Маклареном, которого познакомил с новой американской музыкой. Именно благодаря Кенту первый состав Sex Pistols услышал The Stooges, The Modern Lovers и The Ramones, после чего и заиграл панк (отказавшись от влияний 60-х: The Small Faces и т. д.). Джон Сэвидж, исследователь истории панка, утверждает, что «I Wanna Be Me» Sex Pistols была написана о Кенте.
Отношения Кента с панк-сценой ухудшились после инцидента в 100 Club, когда он якобы подвергся нападению со стороны Сида Вишеса и Джа Уоббла. Эпизод был подробно описан Кентом на страницах NME, а также в фильме «The Filth and the Fury» Джульена Темпла (2000) и в автобиографической книге «The Dark Stuff». Многие, однако, подвергают сомнению истинность его версии, поскольку Уоббл отрицает её, Вишес мёртв, а других свидетельств этой истории не существует.
В 1980-х годах Кент долго лечился от наркотической зависимости, но при этом продолжал писать — для The Face, Spin, Details. В 1988 году он переехал в Париж, где работает на телевидении и публикуется в местной прессе.
В 2007 году Ник Кент вновь оказался в центре внимания британской общественности, когда на презентации обновленной версии своей книги назвал Лу Рида «уродом», а о своем старом друге отозвался так: «Игги Поп в новом альбоме — это 60-летний старичок, поющий о собственном члене… Он вот-вот превратится в Хью Хефнера, ходячую рекламу виагры».

## Личная жизнь
В 1974, Кент начал встречаться и съехался с Крисси Хайнд, которая позже стала вокалисткой The Pretenders а потом начала работать в NME. На протяжении 1970х Кент был зависим от героина.
Сейчас Кент живет в Париже со своей женой и иногда пишет статьи для британской и французской прессы, в основном для The Guardian.
Является отцом Джеймса Кента, так же известного как Perturbator.